# Antonio Ascari

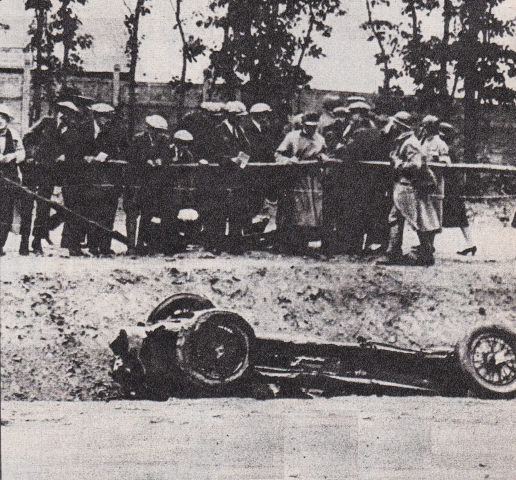
Vrak Ascariho vozu Alfa Romeo P2 po havárii

Antonio Ascari (15. září 1888 Bonferraro – 26. července 1925 Montlhéry) byl italský automobilový závodník.

## Život
Antonio Ascari byl synem obchodníka s obilím z Lombardie. Jako chlapec byl fascinován spalovacími motory a pomáhal při opravách zemědělských strojů. Po přestěhování rodiny do Milána našel práci u automobilky De Vecchi. V roce 1909 odjel Antonio a jeho bratr Amedeo pracovat v oboru do Brazílie, jeho bratr ale zemřel na žlutou zimnici a Antonio se vrátil do Itálie i k firmě De Vecchi, kde se stal vedoucím servisního oddělení.
V roce 1919 začal závodit na nejvyšší úrovni. Společně s Enzo Ferrarim se účastnil prvního poválečného závodu Targa Florio. Pro nehodu krátce po startu nedojel, po pádu vozu do hluboké strže utrpěl zlomeninu kyčle. V tomtéž roce zvítězil v závodě Coppa della Consuma ve Florencii. Jel s upraveným vozem Fiat z roku 1914. V letech 1923 a 1924 s vozem Alfa Romeo dvakrát vyhrál mezinárodní závod Circuito di Cremona. V prvním ročníku za ním druhý dojel Alfieri Maserati s vozem Diatto.
Nejvýznamnějšího italského závodu této epochy, Targa Florio, se Ascari od roku 1920 účastnil pravidelně, ale jak v roce 1920, tak v roce 1921 bez větších úspěchů. Ve čtrnáctém ročníku v roce 1923 dojel na druhém místě za krajanem a týmovým kolegou Ugo Sivoccim, rozdíl jejich časů byl jen dvě minuty. Zde také s vozem Alfa Romeo RLS 3000 zajel nejrychlejší kolo s časem 1 h 41 minut a 10 sekund a průměrnou rychlostí 64,044 km/h.
První vítězství získal na okruhu Autodromo Nazionale v Monze při Grand Prix Itálie 1924.
Zdálo se, že rok 1925 bude nejlepší sezónou v kariéře Antonia Ascariho. Ve Velké ceně Belgie s vozem Alfa Romeo na okruhu Spa-Francorchamps přesvědčivě zvítězil před týmovým kolegou Giuseppem Camparim. Jeho kariéra však skončila 26. července 1925 při Grand Prix Francie na okruhu Linas-Montlhéry, kde Ascari jako vedoucí jezdec havaroval a smrtelně se zranil.
Jeho synovi, budoucímu mistru světa vozů Formule 1 Albertovi bylo tehdy sedm let. I Alberto Ascari zahynul za volantem závodního vozu, 26. května 1955, rovněž ve věku 36 let, se zabil při testování vypůjčeného monopostu.
Antonio Ascari je pohřben na hřbitově il Monumentale v Miláně.

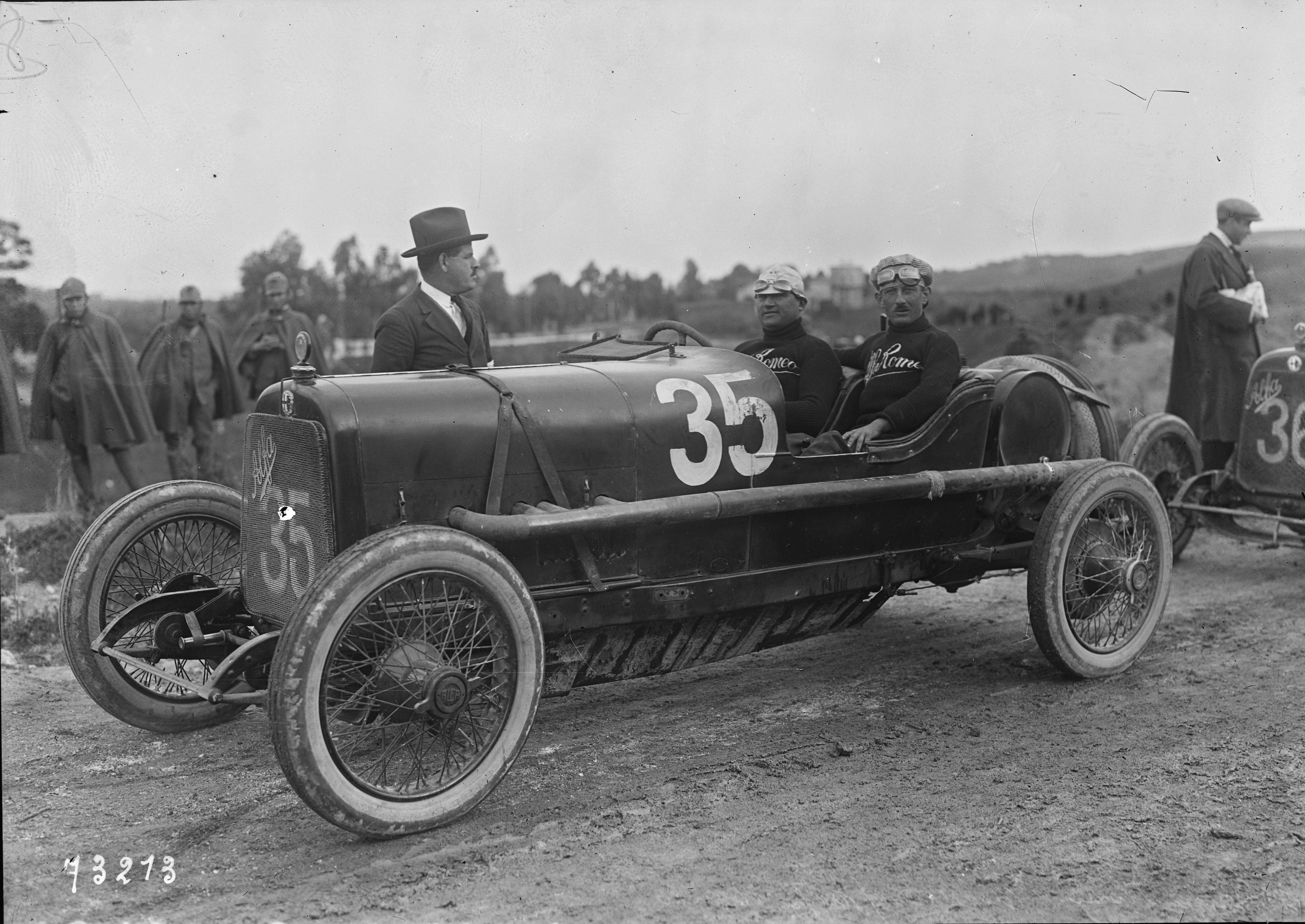
Ascari s vozem Alfa Romeo 20-30 ES, Targa Florio 1922
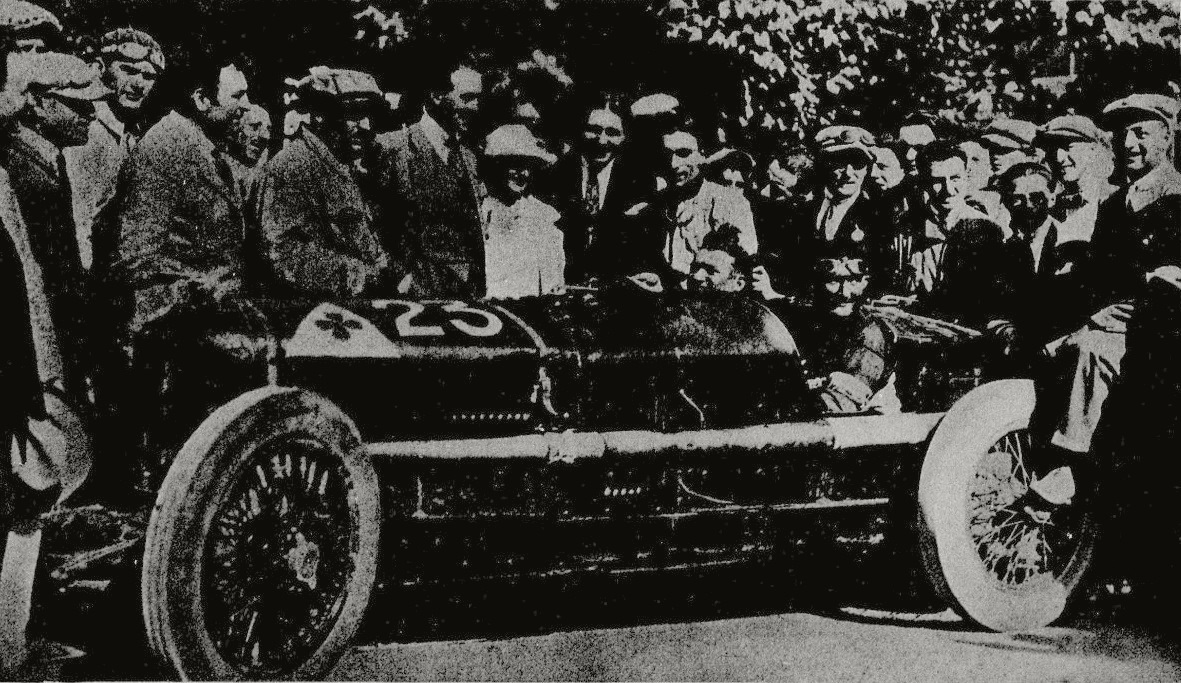
V Cremoně (1924)
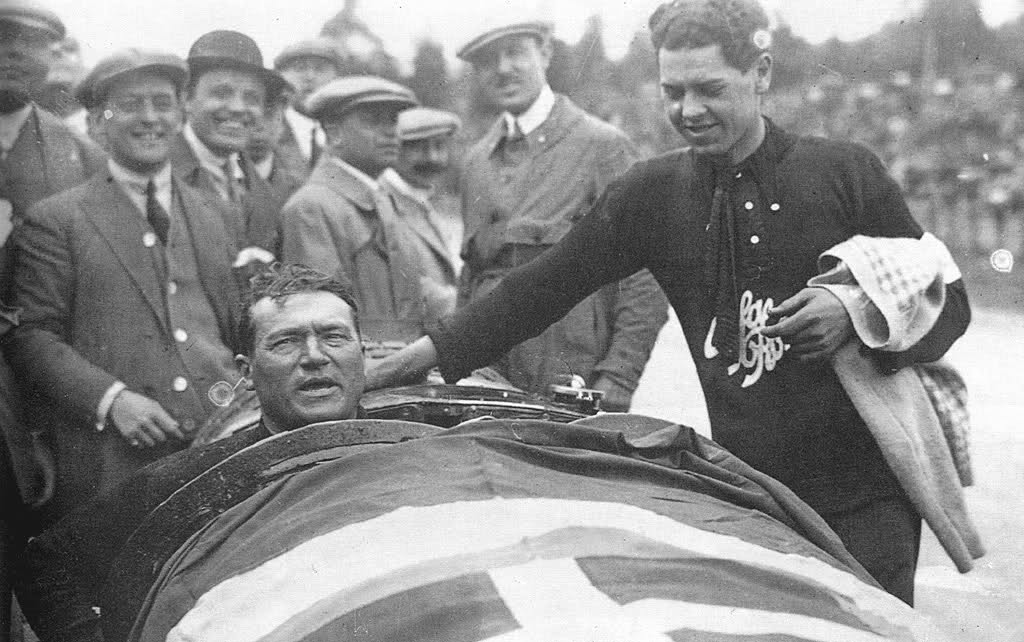
Při GP Belgie (1925)